# John Cole (bobbista)
John Cole (Utica, 28 dicembre 1929 – 4 marzo 1993) è stato un bobbista statunitense.

## Biografia
Viene ricordato come vincitore di una medaglia di bronzo ai campionati mondiali, vittoria avvenuta nel 1957 (edizione tenutasi a St. Moritz, Svizzera) insieme ai connazionali Art Tyler, Robert Hagemes e Thomas Butler; vennero superati dalle nazionalei italiana e svizzera.